# B2 (Paralympics)
B2 ist eine funktionelle Klassifizierung für Sportler, die den wettbewerbsrelevanten Grad der Behinderung in paralympischen Sportarten kennzeichnet. Nach B2 klassifizierte Sportler müssen die folgenden Bedingungen erfüllen:
„Wenig Sehrest: Von der Fähigkeit, eine Handbewegung wahrzunehmen, bis zu einem Sehrest von 2/60 und/oder einer Gesichtsfeldeinschränkung von weniger als 5° (sämtliche Einteilungen erfolgen am besseren Auge und bei bestmöglicher Korrektur).“

## Abgeleitete Startklassen
Ausschließlich nach B2 klassifizierte paralympische Sportler sind in den folgenden Startklassen der paralympischen Sportarten startberechtigt:
| - Ski Nordisch (Startklasse B2) | - Ski Alpin (Startklasse B2) - Biathlon (Startklasse B2) | - Leichtathletik (Startklassen T12 / F12) - Schwimmen (Startklassen S12 / SB12 / SM12) |

Wichtige Hilfen und Bedingungen für nach B2 klassifizierte Sportler in den jeweiligen Sportarten:
- Ski Nordisch (Startklasse B2) & Ski Alpin (Startklasse B2)  / Biathlon (Startklasse B2): Guides fahren vorneweg oder hinterher, führen durch Zuruf oder Funk
- Leichtathletik (Startklassen T12 / F12): alle Sportler können in den Laufwettbewerben Guides nutzen, die an den Armen gekoppelt nebenher laufen; in den Sprung- und Stoßwettbewerben gibt es spezifische Hilfen
- Schwimmen (Startklassen S12 / SB12 / SM12): Sportler können um eine Anschlaghilfe am Beckenende bitten

## Weitere Startklassen
Nach B2 klassifizierte paralympische Sportler sind zusammen mit anderweitig beeinträchtigten Sportlern in den folgenden Startklassen der paralympischen Sportarten startberechtigt (mit Verlinkungen zu den Startklassen):
| - Radsport (Startklasse B) - Rudern (Startklasse LTA-VI) - Triathlon (Startklasse PT5) | - Judo (Startklasse B) - Goalball (Startklasse B) | - Para-Dressursport (Startklasse Grade IV) - Segeln (Startklasse Befähigungsgrad 5) |